# Halichoeres poeyi
Halichoeres poeyi là một loài cá biển thuộc chi Halichoeres trong họ Cá bàng chài. Loài này được mô tả lần đầu tiên vào năm 1867.

## Từ nguyên
Từ định danh poeyi được đặt theo tên của nhà ngư học Felipe Poey.

## Phạm vi phân bố và môi trường sống
Từ bang Florida (Hoa Kỳ), H. poeyi được phân bố trải dài về phía nam đến vịnh México và khắp vùng biển Caribe, và dọc theo bờ biển Brasil đến bang Santa Catarina. H. poeyi sống gần các rạn san hô và trong các thảm cỏ biển ở độ sâu đến ít nhất là 30 m.

## Mô tả
H. poeyi có chiều dài cơ thể lớn nhất được ghi nhận là 20 cm. Cá con có màu vàng lục, thân đôi khi có các vạch nâu trên lớp vảy dọc hai bên lườn. Có 3 đốm đen trên cơ thể: hai đốm ở giữa và cuối vây lưng, đốm còn lại trên cuống đuôi. Cá đực trưởng thành có màu xanh lục, ngay sau mắt có một đốm đen hoặc cam. Đầu có các vệt sọc màu hồng. Phía trên gốc vây ngực có một đốm đen/xanh lam và có một đốm đen ở cuối vây lưng. Các vây phớt vàng; vây đuôi có các vệt sọc hồng viền xanh lam óng. Cá cái có kiểu hình tương tự cá đực nhưng màu sắc kém nổi bật hơn.
Số gai ở vây lưng: 9; Số tia vây ở vây lưng: 11; Số gai ở vây hậu môn: 3; Số tia vây ở vây hậu môn: 12; Số tia vây ở vây ngực: 13; Số gai ở vây bụng: 1; Số tia vây ở vây bụng: 5; Số lược mang: 17–20; Số vảy đường bên: 27.

## Sinh thái học
Thức ăn của H. poeyi là các loài thủy sinh không xương sống.

## Thương mại
H. poeyi được đánh bắt trong các hoạt động buôn bán cá cảnh.